# Bronisław Gawrecki
Bronisław Gawrecki (ur. 21 lutego 1921 w Brzozdowcach, zm. 24 kwietnia 1945 w rejonie  Neudorf) – oficer, uczestnik II wojny światowej w szeregach ludowego Wojska Polskiego. Kawaler orderu Virtuti Militari.
Syn Michała Gawreckiego i Rozalii z Kaweckich. Po ukończeniu szkoły powszechnej, edukację kontynuował w szkle budowlanej w Strzemieńcu. Brak informacji o jego losach w czasie okupacji niemieckiej. Po dotarciu na ziemie polskie oddziałów ludowego Wojska Polskiego, ochotniczo wstąpił w jego szeregi i skierowany został do 9 pułku zapasowego w Lublinie. 
Po ukończeniu kursu w 2 Szkole Oficerów Piechoty, jako oficer w stopniu podporucznika został skierowany do 37 pułku piechoty. W czasie walk w armią niemiecką rejonie Hähnichen i Neudorf został ranny. Pomimo leczenia zapewnionego mu przez 11 samodzielny batalion sanitarny, zmarł w wyniku odniesionych ran.

## Ordery i odznaczenia
- Virtuti Militari V klasy (pośmiertnie)[3]